# Людина. Земля. Всесвіт (музей)
«Люди́на. Земля́. Все́світ» — художній та історико-етнографічний музей у Сокалі, Львівської області.

## Історія
У 1930-х роках у Сокалі діяв етнографічний музей «Сокальщина», експонати якого в більшості придбав адвокат д-р Богдан Чайковський у 1936–1939 роках (1941-го закатований більшовиками у Бригідках).
Музей створений у 1985 зусиллям подружжя Анатолія та Наталії Покотюків під назвою «Людина. Земля. Всесвіт».
У 1990 музей став філією Національного музею у Львові, з 1995-го це філія Львівського музею історії релігії під назвою «Сокальський музей космосу».

## Експозиція
У десяти музейних залах розгорнуто виставки: «Людина і Всесвіт», «Свята Україна», «Ісус Христос — Найвеличніший із Синів Людства», «Під Покровом Божої Матері», «Що є Істина», «В пошуках Істини», «Космічне мистецтво», «Вчення життя — Поклик у Майбутнє», «Тарас Шевченко — Апостол Правди і Світоч Духу», «Києво-Могилянська Академія».
В Музеї експонуються унікальні стародруки, які розповідають про світобудову, планету Земля і життя на ній, оригінали робіт художників-космонавтів Володимира Джанибекова, Олексія Леонова, художника-фантаста Андрія Соколова, одного із засновників космічного мистецтва Бориса Смирнова-Русецького, київського художника Володимира Козара, художників-космістів світу.
У фондах Музею зберігаються документи з історії Сокальщини XVII–XIX ст., матеріали про українського композитора о. Віктора Матюка (родом із с. Тудорковичі Сокальського району), матеріали з історії церков Сокальщини, про духовних просвітителів та культурних діячів, кераміка відомого майстра XIX ст. Василя Шостопальця, зразки унікальної сокальської вишивки, предмети вжитку XIX-ХХ ст.
В експозиції є священні реліквії з Єрусалима, Назарета, Вифлеєма, Лурда, а також Зарваниці, Почаєва та інших місць явлення Божої Матері в Україні і світі.
Розгорнута експозиція, присвячена спільному українсько-американському експерименту в космосі і першому українському космонавту Леоніду Каденюку, який відвідав музей 29 вересня 1999.
Один із експозиційних залів музею присвячений Т. Г. Шевченку. Тут знаходяться унікальні видання творів великого Поета: Кобзарі (С-Петербург, 1867 та Женева, 1878 р.р.), найменший Кобзар (Краків, 1940 р.). Повне видання творів Т. Шевченка (Львів, 1936 р.) та інші унікальні експонати.

## Колекція художніх творів Анатолія Покотюка
Художні твори засновника та директора музею, Анатолія Покотюка (різьба по дереву та інтарсія) є у багатьох музеях світу та приватних колекціях — президентів України, президентів 9 країн Європи, міністрів України, Папи Івана Павла ІІ, Патріарха Філарета, Кардинала Любомира Гузара та інших релігійних діячів, вчених, космонавтів. Три художні праці А.Покотюка були вручені Прем'єр-Міністру Індії Радживу Ганді.
Митець є учасником всеукраїнських виставок, міжнародних конференцій в Україні і за кордоном, представляв львівську мистецьку школу від Львівської Академії Мистецтв в м. Клівленді (США). Мистецькі твори А.Покотюка знаходяться в постійній експозиції Храму Людства в м. Халсіон (Каліфорнія, США).
Художник відзначений дипломами і медалями, член Братства Києво-Могилянської Академії.

## Наукова і громадська робота
Науковці Музею ведуть пошукову, збиральницьку та дослідницьку роботу над матеріалами історії церков Сокальщини, життя і діяльності духовних просвітителів та культурних діячів.
В музеї проводяться державні, релігійно-громадські заходи. Музей є також науково-методичним центром допомоги освітнім закладам з висвітлення релігієзнавчих, краєзнавчих питань музейними засобами. Щорічно тут проходять стажування студенти вузів України.
Музей має зв'язки з науковими і культурними інституціями України і світу, зокрема це: Музей В. Курилика, Канада; Музей Українського мистецтва, Мельбурн, Австралія; Музеї М.Чюрльоніса, Литва (Каунас, Друскінінкай); Музей Космонавтики м. Житомир; Музеї Т.Шевченка (с. Шевченкове, Канів, Київ); Музей Івана Гончара (Київ).

## Благодійна духовно-мистецька фундація Анатолія Покотюка
Метою діяльності фундації, створеної на базі музею, є ознайомлення з досягненнями української культури, пам'ятками нашої історичної спадщини, збереження, захист, популяризація творів літератури та мистецтва минулого і сучасного, а також сприяння діяльності Музею на рівні сучасного розвитку музеїв та музеєзнавства, забезпечення його існування на майбутнє.